# تاريخية
التاريخية هو مصطلح يطلق على الدراسات التي تتناول دقة أو دلائل تواجد أشخاص أو حدوث أحداث معينة تاريخيًا، بمعنى آخر التحقق من اعتبار هؤلاء الأشخاص أو الأحداث جزءً حقيقيًا من التاريخ، لا كأجزاء من خرافة أو أسطورة أو خيال أدبي. ترتكز التاريخية على الحقائق المجردة حول التاريخ كالدقة التاريخية وموثوقية المصادر وواقعية الحدث.
لا تقتصر الأسئلة التي تتناول تاريخية حدث أو شخص ما على مسألة «ما الذي حدث بالفعل؟»، ولكن تتجاوزها إلى مسألة كيف يستطيع المحققون المعاصرون التحقق «مما حدث بالفعل؟». ترتبط مسألة التحقق هذه ارتباطًا وثيقًا بممارسات ومنهجيات البحث التاريخي لتحليل موثوقية المصادر الأولية والأدلة الأخرى. ولأن المنهجيات المختلفة للتأريخ تستعرض الطابع التاريخي بطريقة مختلفة، فإنه من غير الممكن اختزال التاريخية في هيكل واحد يتم اعتماده.